# Ulloa (UA)
El destructor Ulloa (UA) fue un buque de la Armada Española perteneciente a la 2ª serie  de la Clase Churruca, participó en la guerra civil en el bando republicano. Los buques de su clases, se inspiraban en la Clase Scott británica. 
Recibía su nombre en honor a Antonio de Ulloa y de la Torre-Giralt, naturalista, militar y escritor español.

## Guerra Civil
Este destructor estaba en construcción en Cartagena en al iniciarse la Guerra Civil. Entró en servicio en 1937, y su dotación fue la del Churruca que se encontraba en dique seco. El Ulloa tomó parte en varias operaciones rutinarias en el Mediterráneo.
El 5 de marzo de 1939 tras la sublevación en la ciudad, partió de Cartagena junto con el grueso de la escuadra republicana con rumbo a Bizerta (Túnez), a donde llegó el 11 de marzo.
Al día siguiente se solicitó el asilo político por parte de los tripulantes, y quedaron internados los buques bajo la custodia de unos pocos tripulantes españoles por buque. El resto de la dotación fue conducida a un campo de concentración en la localidad de Meheri Zabbens.
El 31 de marzo de 1939 llegó a Bizerta, a bordo de los transportes Mallorca y Marqués de Comillas, el personal que debería hacerse cargo de los buques internados.

## Tras la Guerra Civil
El día 2 de abril, tan sólo 24 horas después de darse oficialmente por concluida la contienda civil, los buques que lucharon por la República, se hacen a la mar con rumbo hacia el puerto de Cádiz, donde llegan a últimas horas del día 5.
Fue dado de baja el 3 de diciembre de 1963 y posteriormente desguazado

### Buques de la clase
- ARA Cervantes
- ARA Juan de Garay
- Sánchez Barcáiztegui
- José Luis Díez
- Almirante Ferrándiz
- Lepanto
- Churruca
- Alcalá Galiano
- Almirante Valdés
- Almirante Antequera
- Almirante Miranda
- Císcar
- Escaño
- Gravina
- Jorge Juan

### Buques similares
- Clase Scott

### Listas relacionadas
- Anexo:Destructores de España